# Me’ir Ja’ari
Me’ir Ja’ari (hebr.: מאיר יערי, ang.: Meir Ya'ari lub Meir Yaari, ur. 24 kwietnia 1897 w Kańczudze, zm. 21 lutego 1987) – izraelski polityk, w latach 1949–1974 poseł do Knesetu z listy Mapam.
W wyborach parlamentarnych w 1949 po raz pierwszy dostał się do izraelskiego parlamentu. Zasiadał w Knesetach I, II, III, IV, V, VI i VII kadencji, przy czym w ostatniej kadencji z listy  Koalicji Pracy.